# Zehn kleine Negerlein (1969)
Zehn kleine Negerlein ist eine deutsche Fernsehspiel-Adaption eines Theaterstücks von Agatha Christie, das selbst wiederum eine Dramatisierung ihres Kriminalromans Ten Little Niggers darstellt. 

## Titel und Buch
Christies Kriminalroman war in der britischen Ausgabe 1939 unter dem Titel Ten Little Niggers erschienen, für die amerikanische Ausgabe von 1940 wurde der Titel And Then There Were None gewählt. Christie selbst adaptierte das Buch für die Bühne, das Stück lief 1943 in London unter dem Titel Ten Little Niggers und 1944 in New York unter dem Titel Ten Little Indians. In deutscher Sprache war der Roman seit 1944 in einer Übersetzung von Anna Katharina Rehmann-Salten unter dem Titel Letztes Weekend auf dem Markt. Die Übersetzung des Bühnenmanuskripts stammte jedoch von Fritz Peter Buch und trug den Titel Zehn kleine Negerlein. Auf Buchs Übersetzung basierte die Fernsehverfilmung.

## Handlung
Der größte Teil der Handlung entspricht dem Roman und der Bühnenversion von 1943: Acht Personen werden von einem mysteriösen „Mister Unbekannt“ unter verschiedenen Vorwänden auf eine Insel vor der englischen Küste eingeladen, dazu kommen ein Butler und eine Köchin. Der Gastgeber selbst ist abwesend. Am Abend ertönt plötzlich eine Stimme aus dem Grammophon, die verkündet, dass jeder der anwesenden Gäste für den Tod einer anderen Person verantwortlich sei. Im Verlauf der folgenden zwei Tage kommt ein Gast nach dem anderen gewaltsam ums Leben. Die Todesart entspricht jeweils einer Strophe aus dem alten Kinderreim Zehn kleine Negerlein, der auch an der Wand über dem Kamin aufgeschrieben ist. Die Gäste wissen, dass sich außer ihnen niemand auf der Insel befindet und so kommt es zu immer neuen gegenseitigen Verdächtigungen.
Der Schluss weicht jedoch von der literarischen Vorlage ab: Als scheinbar nur noch zwei Gäste übrig sind, Philip Lombard und Vera Claythorne, schießt Claythorne auf Lombard mit dessen Revolver. Er bricht zusammen, und plötzlich stürzt der Richter Wargrave ins Zimmer: Er ist der wahre Mörder, hatte am Tag zuvor seinen eigenen Tod nur vorgetäuscht, und will nun Claythorne mit einem Seil erwürgen. Doch da wird er von Lombard erschossen, der zuvor von Claythorne gar nicht getroffen wurde. Somit überleben die beiden, die an dem ihnen zur Last gelegten Tod am wenigsten Schuld tragen. In Christies Roman kommen hingegen alle Personen ums Leben, auch der Mörder (durch Suizid).

## Produktion
Der Film wurde vom ZDF produziert und am 5. Juli 1969 zum ersten Mal ausgestrahlt. Auf DVD erschien er 2012, produziert von Studio Hamburg Enterprises, unter dem Titel Und dann gabs keines mehr in der Reihe Straßenfeger.